# 珍妮佛·奧戴爾
珍妮佛·奧戴爾（英語：Jennifer O'Dell，1974年11月27日—），美國女演員，知名於電視劇《遗失的世界》（1999年至2002年）中的丹尼丽斯·维罗妮卡（Veronica Layton）一角。

## 生平
珍妮佛·奧戴爾1974年11月27日生於加利福尼亚州里奇克莱斯特。8歲那年，奧戴爾在全國徵求的糖果廣告第一次試鏡時就被選入。她在高中期間休學以享受青春，但畢業後很快回到演藝界。早期以客串各電影、電視劇為主，知名作品如《飛越比佛利》。1999年，奧戴爾憑藉電視劇《遗失的世界》中飾演的丹尼丽斯·维罗妮卡（Veronica Layton）聞名。之後在演藝界仍以客串各大知名電視劇及低成本電影為主。
自2009年以來，她也是名職業攝影師。奧戴爾住在南加利福尼亞州，育有兩子：羅根（Logan）和萊格（Ledger）。

## 外部連結
- 官方网站
- 珍妮佛·奧戴爾在互联网电影资料库（IMDb）上的資料（英文）